# Mais qui est la belette ?
Singles de Manau
Panique celtique
(1998) L'avenir est un long passé
(1999)
Mais qui est la belette ? est une chanson du groupe de rap français Manau, sorti sur leur premier album Panique celtique et en single en décembre 1998. La chanson connut un beau succès et atteint, comme position maximale, la première place des charts en France, dont elle fut certifiée disque d'or, et en Belgique wallone. Néanmoins, ses ventes ne furent pas aussi élevées que celle du premier single et tube de l'album, La Tribu de Dana.

## Origines de la chanson
Ce morceau est, en fait, une adaptation en rap celtique de la chanson bretonne La Jument de Michao qui fut enregistrée la première fois par le groupe Kouerien, en 1973, mais qui fut rendue célèbre par le groupe Tri Yann, l'ayant interprétée dès 1976. Quand Manau sort sa propre version, en 1998 et réintitulée Mais qui est la belette ?, les couplets furent différents, contrairement au refrain qui resta identique à celle de La Jument de Michao et de même pour la mélodie.

## Classements de la chanson
En France, la chanson commença par atteindre la sixième place le 19 décembre 1998. Quatre semaines plus tard, elle culmina à la première place. Ensuite, elle resta pendant douze semaines dans le top 10, puis, dix-neuf semaines dans le top 50 et, pour finir, la chanson resta pendant 23 semaines dans le top 100.